# Call of Duty: Strike Team
Call of Duty: Strike Team es un videojuego de acción desarrollado por The Blast Furnace y distribuido por Activision y que fue lanzado el 25 de septiembre de 2013 para iOS y el 24 de octubre de 2013 para Android.

## Argumento
Transcurre el año 2020. Las relaciones entre las superpotencias mundiales son muy tensas. Tras un ataque por sorpresa, EE. UU. se ve involucrado en una guerra contra un enemigo desconocido. Tu misión es liderar a un equipo de operaciones conjuntas en un esfuerzo global para dar caza a los responsables.

## Características
Ofrece una nueva experiencia de Call of Duty, en primera y en tercera persona, creada desde cero para dispositivos móviles y tabletas. Personaliza completamente el equipamiento y las habilidades de tu pelotón antes de entrar en combate en diversos entornos de juego. Call of Duty: Strike Team ofrece la posibilidad revolucionaria de pasar de forma dinámica de la vista de tiroteo en primera persona a acciones de reconocimiento y de ataque con todo el pelotón coordinado en tercera persona.

## Armas

### Pistolas
- Beretta 23R

### Fusiles de asalto
- M8A1
- AP-96
- Type 25

### Francotiradores
- XPR-50
- SVU-AS
- Ballista

### Ametralladoras ligeras
- QBB LSW
- LSAT
- HAMR

### Escopetas
- KSG
- M1216
- SS-23K

### Otros
- Escudo antidisturbios

## Personajes

### Jugables
- Marshall: Está afiliado con el Mando Conjunto de Operaciones Especiales. Sus armas son el SVU-AS, la Beretta 23R, un cuchillo y cualquier arma a su disposición.

- Chavez: Está afiliado con el Mando Conjunto de Operaciones Especiales. Su arma es la Minigun.

- Reed: Está afiliado con el Mando Conjunto de Operaciones Especiales. Sus armas son el Type 25, la Beretta 23R y cualquier arma a su disposición.